# Elymnias lombokiana
Elymnias lombokiana är en fjärilsart som beskrevs av Hans Fruhstorfer 1911. Elymnias lombokiana ingår i släktet Elymnias och familjen praktfjärilar. Inga underarter finns listade i Catalogue of Life.